# Alf Lie
Alf Lie (Bergen, 10 aprile 1887 – Bergen, 22 marzo 1969) è stato un ginnasta norvegese.

## Palmarès

### Olimpiadi
- 1 medaglia:
  - 1 oro (Stoccolma 1912 nel concorso libero a squadre)